# KBS 뉴스광장 대구·경북
《KBS 뉴스광장 대구·경북》은 KBS 대구 1TV에서 평일 오전 7시 20분에 방송 중인 대구 경북 지역 아침 종합 뉴스 프로그램이다.

## 개요
KBS 대구 뉴스광장으로 읽는다.

## 앵커
| 대수 | 진행자          | 진행 기간                           | 비고        |
| ---- | --------------- | ----------------------------------- | ----------- |
| 1대  | 손지민 아나운서 | 일자 미상 ~ 2024년 9월 22일         | [ 1 ]       |
| 2대  | 박은정 아나운서 | 2024년 9월 23일 ~ 2024년 10월 20일  |             |
| 3대  | 김서현 아나운서 | 2024년 10월 23일 ~ 2024년 12월 15일 |             |
| 4대  | 백명지 아나운서 | 2024년 12월 16일 ~ 2025년 3월 16일  | [ 2 ] [ 3 ] |
| 5대  | 박은정 아나운서 | 2025년 3월 17일 ~ 현재              | [ 4 ]       |

## 경쟁 프로그램
- MBC 뉴스투데이 대구·경북 (대구MBC TV)
- MBC 뉴스투데이 경북 (안동MBC TV)
- MBC 뉴스투데이 포항·경주·영덕·울진·울릉 (포항MBC TV)
- TBC 굿모닝뉴스 (TBC TV)